# Maria Cristina (metropolitana di Barcellona)
Maria Cristina è una stazione della linea 3 della Metropolitana di Barcellona.
La stazione è stata inaugurata nel 1975 come stazione metropolitana e nel 2004 come stazione dei Trambaix. Essa è situata in Avinguda Diagonal tra carrer del Doctor Ferran e Gran Via de Carles III.